# پایگاه هوایی هوما
پایگاه هوایی هوما (به انگلیسی: Naval Air Station Houma) یک فرودگاه نظامی است . این فرودگاه در کشور ایالات متحده آمریکا قرار دارد و در ارتفاع ۳ متری از سطح دریا واقع شده‌است.